# Едвард Джон Ейр
Едвард Джон Ейр (5 серпня 1815, Бедфордшир, Велика Британія — 30 листопада 1901, Йоркшир, Велика Британія) — англійський мандрівник і дослідник Австралії, адміністратор колоній, контроверсійний губернатор Ямайки.

## Біографія
Народився 5 серпня 1815 року. Його батько був священиком.
Після закінчення гімназії в Лауті 1833 року Едвард не захотів вступати до університету чи служити в армії, а переїхав до Сіднею.
Там якийсь час займався вівчарством, на чому зміг заробити непогану суму грошей. На ці гроші вирішив організувати дослідження внутрішніх районів Південної Австралії, для чого провів дві експедиції: одну на північ до гірського хребта Фліндерс, іншу на захід материка. У 1839 році вирушив у свою першу велику подорож, яку розпочав з Аделаїди. За цю експедицію дослідник відкрив гірський хребет Фліндерс і озеро Торренс. У 1840 році вирушив у нову подорож, під час якої відкрив шлях до Перту, висохле озеро Торренс та озеро, яке згодом було назване на його честь — озеро Ейр.
Едвард Ейр був першим європейцем, який пройшов (разом зі своїм супутником аборигеном Вайлі) вздовж узбережжя Великої Австралійської затоки і перетнув рівнину Налларбор в 1840—1841 роках під час 2000 мильної подорожі в Олбані (Західна Австралія). Спочатку в складі експедиції був його друг Джон Бакстер і три аборигени. Однак 29 квітня 1841 року два аборигени вбили Бакстера і втекли, забравши значну частину запасів. Едварду з аборигеном Вайлі пощастило вижити лише завдяки випадковій зустрічі з французьким китобійним судном «Mississippi» у затоці біля міста Есперанс. Судном командував англієць Томас Россітер, згодом на його честь Ейр назвав затоку, де вони зустрілися, затокою Россітера.
З 1848 до 1853 року займав пост віце-губернатора провінції Новий Манстер в Новій Зеландії, де губернатором був сер Джордж Грей. Тут 1850 року Едвард Ейр одружився з Аделаїдою Ормонд, сестрою політика Джона Девіса Ормонда.
З 1854 Ейр був губернатором декількох карибських острівних колоній. Як губернатор Ямайки прославився жорстокою розправою з учасниками повстання у Морант-Бей 1865 року. Повстання очолив чорношкірий баптистський проповідник (згодом національний герой Ямайки) Пол Богл. У ході повстання було вбито 18 представників міліції і адміністрації.
Губернатор Джон Ейр відправив урядові війська під командуванням бригадного генерала Олександра Нельсона для придушення повстання. Війська не зустрічали організованого опору і вбивали негрів без розбору. В результаті солдатами було вбито 439 чорношкірих жителів Ямайки, понад 600 (в тому числі Пол Богл) були заарештовані і згодом страчені. Пол Богл був повішений або ввечері після спішного суду, або наступного ранку. Понад 600 чоловіків і жінок жорстоко побили. Понад 1000 будинків чорношкірих людей були спалені.
Джордж Вільям Гордон, ямайський бізнесмен і політик, який критикував губернатора Джона Ейра та його політику, також був арештований за наказом Ейра і страчений. Хоча він був заарештований в Кінгстоні, Ейр наказав перевезти його в Морант-Бей, де Гордона судили за законами воєнного часу. Гордона повісили 23 жовтня разом з братом Пола Богла Вільямом.